# Нигерия на летних Олимпийских играх 1988
Нигерия принимала участие в Летних Олимпийских играх 1988 года в Сеуле (Южная Корея) в девятый раз за свою историю, но не завоевала ни одной медали.